# Renee Paquette
Pour les articles homonymes, voir Paquette.
Renee Jane Paquette (née Paquette, le 19 septembre 1985 à Toronto, Canada) est une présentatrice, annonceuse et intervieweuse canadienne. Elle travaille actuellement à la All Elite Wrestling sous le nom de Renee Paquette. 
Elle est également connue pour son travail à la World Wrestling Entertainment sous le nom de Renee Young. Elle devient en 2014 la première femme commentatrice régulière de la WWE, en travaillant toutes les semaines à Superstars.

## Jeunesse
Renee Paquette est née le 19 septembre 1985 à Toronto, dans la région de l'Ontario, au Canada. Son père, promoteur de concert, a travaillé quelquefois pour la WWE, notamment pour WrestleMania VI. À l'âge de 19 ans, elle quitte Toronto pour s'installer à Los Angeles pour devenir actrice. Elle a étudié à la Second City School, une école de théâtre à Los Angeles. Elle est ensuite retournée au Canada et a commencé à auditionner pour des rôles mineurs dans des films, dans des publicités et dans des clips musicaux (notamment de Kelly Clarkson,). Elle a travaillé pour la chaîne de télévision canadienne Makeful de 2008 à 2009 où elle présentait une émission musicale intitulée Rippin 'Il-N-Lippin.

## Carrière

### The Score (2009-2012)
Elle a travaillé pour la chaîne de sport canadienne The Score à partir de l'année 2009. Elle travaillait en tant que présentatrice de différentes émissions de l'entreprise. Son patron lui a demandé d'effectuer un reportage sur le monde de la lutte avec l'ancien arbitre de la WWE Jimmy Korderas. Elle a créé sa propre émission qui s'appelait Aftermath, qui était une émission spécialisée sur les reportages de la WWE. C'est à partir de ces reportages sur la lutte professionnelle qu'elle a commencé à s'intéresser à ce sport de combat.
Elle quitte The Score en octobre 2012.

### World Wrestling Entertainment (2012-2020)
Elle signe un contrat avec la World Wrestling Entertainment en octobre 2012, tout de suite après son départ de The Score.

#### Intervieweuse et commentatrice dans les différentes divisions et départ (2013-2020)

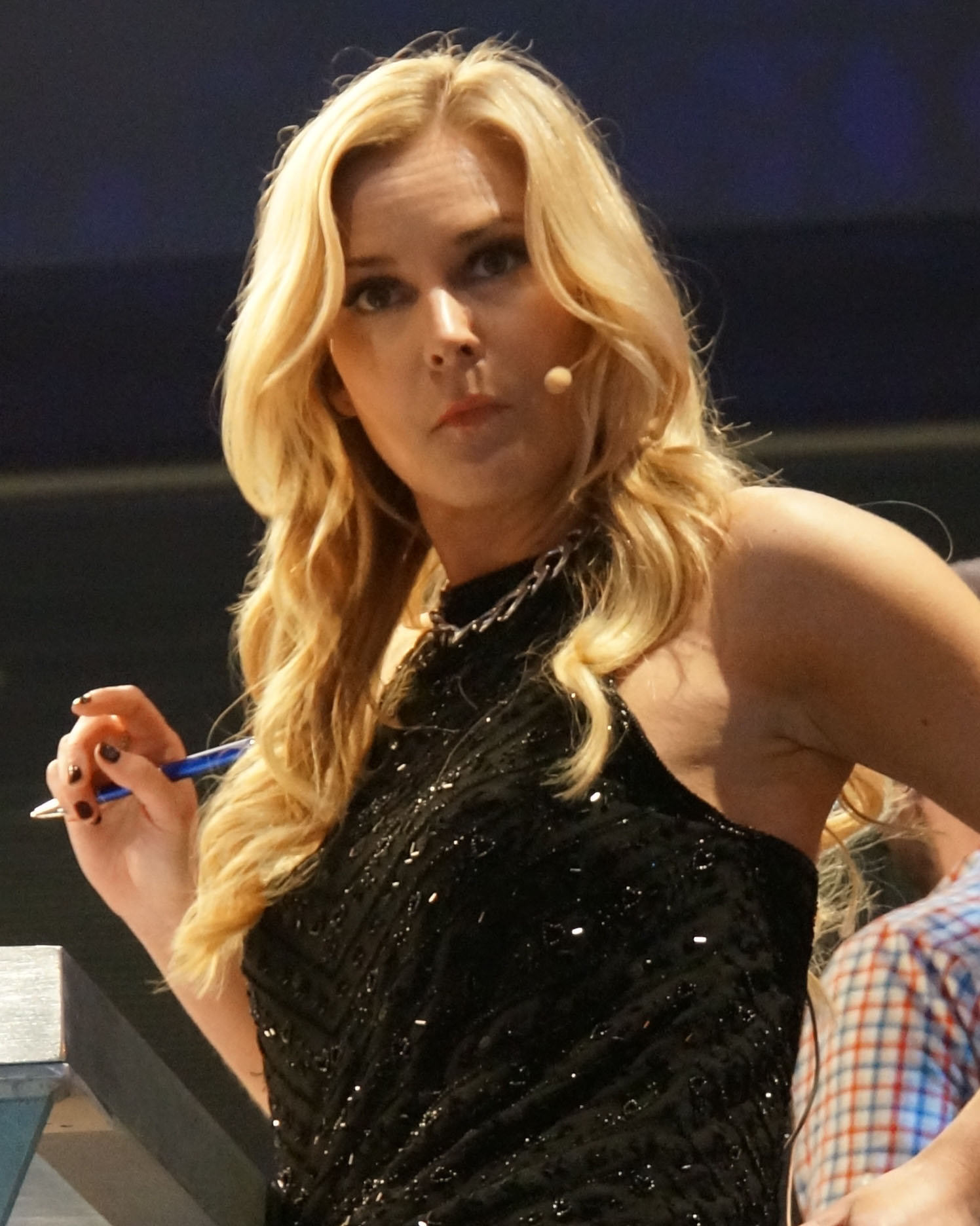
Renee Young en tant que commentatrice en 2014.

De 2013 à 2020, elle occupe différents postes : intervieweuse, commentatrice et présentatrice en pré-show, et ce, jusqu'à son départ, qu'elle confirme
lors du pré-show de SummerSlam 2020, pour une raison inconnue.

### All Elite Wrestling (2022-...)
En octobre 2022, elle rejoint l'All Elite Wrestling.

## Vie privée
Le 4 mars 2015, elle confirme être en couple avec le catcheur de la AEW, Jon Moxley, depuis 2 ans. Le 26 avril 2017, ils se sont mariés. 
Le 18 novembre 2020, son mari annonce officiellement qu'elle est enceinte. Le 15 juin 2021, Jon Moxley et elle sont officiellement parents d'une petite fille, Nora.

## Filmographie

### Télévision
- - 2007 : The Smart Woman Survival Guide[14]
  - 2010 : Gotta Grudge?[15]
  - 2011-2012 : Gillette Drafted[16]

### Internet
- - 2013 : WWE Total Divas[17]
  - 2013-2015 : The JBL and Cole Show[18]

## Récompenses
- WWE
  - Slammy Award du meilleur show Youtube de 2013 pour le JBL & Cole Show[19]